# Stella Duffy
Pour les articles homonymes, voir Duffy.
Stella Duffy, née le 2 mars 1963 à Woolwich en Angleterre, est une dramaturge et femme de lettres britannique, auteure de roman policier.

## Biographie
Elle est élevée en Nouvelle-Zélande où elle fait des études d'anglais à l'université Victoria de Wellington. Elle revient en Angleterre à la fin des années 1980 et enchaîne les petits boulots. Elle crée une troupe d'improvisation théâtrale Sponteneous Combustions.
En 1995, elle publie son premier roman, Les Effeuilleuses (Calendar Girl). Elle y crée le personnage de Saz Martin, détective privée londonienne, féministe et lesbienne. Selon Nathalie Mège, traductrice et collaboratrice du Dictionnaire des littératures policières, « par leur humour désabusé et leur côté mi-polar, mi-roman classique, les enquêtes de Saz Martin rappellent celles de son homologue catalan Pepe Carvalho et de son complice Biscuter ».

## Œuvre

### Romans

#### Série policièreSaz Martin
- Calendar Girl (1995) Publié en français sous le titre Les Effeuilleuses, Paris, Le Serpent à Plumes, coll. « Serpent noir » no 15 (1999)  (ISBN 2-84261-142-X) ; réédition, Paris, J'ai lu, coll. « J'ai lu policier » no 5797 (2001)  (ISBN 2-290-30977-X)
- Wavewalker (1996) Publié en français sous le titre Déferlante, Paris, Le Serpent à Plumes, coll. « Serpent noir » (2001)  (ISBN 2-84261-258-2)
- Beneath the Blonde (1997) Publié en français sous le titre Beneath the Blonde, Paris, Le Serpent à Plumes, coll. « Serpent noir » (1998)  (ISBN 2-84261-050-4), réédition, Paris, J'ai lu, coll. « J'ai lu policier » no 5766 (2002)  (ISBN 2-290-30941-9)
- Fresh Flesh (2000) Publié en français sous le titre Chair fraîche, Paris, Le Serpent à Plumes, coll. « Serpent noir » (2002)  (ISBN 2-84261-336-8)
- Mouths of Babes (2005)

#### Autres romans
- Singling Out the Couples (1998)
- Eating Cake (1999)
- Immaculate Conceit (2000)
- State of Happiness (2004)
- Parallel Lies (2005)
- The Room of Lost Things (2008) Publié en français sous le titre La Chambre des vies oubliées, Paris, Éditions Grasset & Fasquelle (2010)  (ISBN 978-2-246-74541-9) ; réédition, Paris, 10-18, coll. « Domaine étranger » no 4419 (2011)  (ISBN 978-2-264-05274-2)
- Theodora (2010)
- The Purple Shroud (2012)

### Novellas
- Exquisite Corpse (2013) (avec Naomi Alderman, Joe Dunthorne, Stuart Evers, Vanessa Gebbie, Matt Haig, Alex Preston, Kamila Shamsie, Marcel Theroux et G. Willow Wilson)

### Nouvelle
- Faut que jeunesse se passe, dans le recueil Toutes les femmes sont fatales, Paris, Librio, coll. « Librio noir » no 632 (2004)  (ISBN 2-290-33975-X)

### Pièces de théâtre
- The Tedious Predictability of Falling in Love (1990)
- The Hand, A Lesbian Horror Ballet (1995)
- Close To You (1996)
- Crocodiles and Bears (1999)
- Immaculate Conceit (2003)
- Breaststrokes (2004)
- Prime Resident (2006)
- Medea (2009)

## Sources
: document utilisé comme source pour la rédaction de cet article.
- Claude Mesplède (dir.), Dictionnaire des littératures policières, vol. 1 : A - I, Nantes, Joseph K, coll. « Temps noir », 2007, 1054 p. (ISBN 978-2-910-68644-4, OCLC 315873251), p. 628-629